# IC 4689
IC 4689 – galaktyka spiralna znajdująca się w konstelacji Pawia w odległości około 250 milionów lat świetlnych od Ziemi. Odkrył ją Royal Frost 1 sierpnia 1904. Galaktyka IC 4689 jest powiązana grawitacyjnie z IC 4687 oraz IC 4686.